# Greenville 200 1967
Greenville 200 1967 var ett stockcarlopp ingående i Nascar Grand National Series (nuvarande Nascar Cup Series) som kördes 25 mars 1967 på den 0,5 mile (804,672 meter) långa ovalbanan Greenville-Pickens Speedway i Easley, precis väster om Greenville i South Carolina. Totalt avverkades 100 miles (160,934 km) fördelat på 200 varv. Banunderlaget var dirt. Loppet vanns av David Pearson i en Dodge på tiden 1:37.03 körande för Owens Racing. Pearsons snitthastighet var 61,824 mph. Han var vid målgång ensam förare på ledarvarvet, två varv före tvåan Jim Paschal. Prispotten uppgick till 5 040 dollar, varav 1 200 dollar gick till segraren.

## Resultat
| Plc     | Nr | Förare          | Team/ bilägare           | Konstruktör | Start | Varv | Ledda varv |
| ------- | -- | --------------- | ------------------------ | ----------- | ----- | ---- | ---------- |
| 1       | 6  | David Pearson   | Owens Racing             | Dodge       | 2     | 200  | 198        |
| 2       | 14 | Jim Paschal     | Tom Friedkin             | Plymouth    | 5     | 197  | 0          |
| 3       | 4  | John Sears      | DeWitt Racing            | Ford        | 4     | 197  | 0          |
| 4       | 47 | Buddy Baker     | Toy Bolton               | Chevrolet   | 7     | 191  | 0          |
| 5       | 48 | James Hylton    | Bud Hartje               | Dodge       | 9     | 189  | 0          |
| 6       | 64 | Elmo Langley    | Langley-Woodfield Racing | Ford        | 3     | 189  | 0          |
| 7       | 29 | Dick Hutcherson | Bondy Long               | Ford        | 1     | 186  | 0          |
| 8       | 09 | Neil Castles    | Garland Miller           | Chevrolet   | 12    | 184  | 0          |
| 9       | 76 | Curley Mills    | Don Culpepper            | Ford        | 13    | 183  | 0          |
| 10      | 34 | Wendell Scott   | Scott Racing             | Ford        | 15    | 182  | 0          |
| 11      | 20 | Clyde Lynn      | Negre Racing             | Ford        | 14    | 182  | 0          |
| 12      | 10 | Clyde Lynn      | Champion Racing          | Ford        | 10    | 178  | 0          |
| 13      | 97 | Henley Gray     | Gray Racing              | Ford        | 11    | 177  | 0          |
| 14      | 45 | Bill Seifert    | Seifert Racing           | Ford        | 20    | 172  | 0          |
| 15      | 75 | Earl Brooks     | Gene Black               | Ford        | 17    | 165  | 0          |
| 16      | 32 | Larry Miller    | Larry Miller             | Dodge       | 23    | 151  | 0          |
| 17      | 58 | George Poulos   | George Poulos            | Plymouth    | 21    | 147  | 0          |
| 18      | 00 | Bill Vanderhoff | Emory Gilliam            | Plymouth    | 19    | 114  | 0          |
| 19      | 43 | Richard Petty   | Petty Enterprises        | Plymouth    | 6     | 95   | 2          |
| 20      | 31 | Bill Ervin      | Ralph Murphy             | Ford        | 16    | 65   | 0          |
| 21      | 2  | Bobby Allison   | J.D. Bracken             | Chevrolet   | 8     | 59   | 0          |
| 22      | 35 | Harold Stockton | Ken Carpenter            | Oldsmobile  | 18    | 23   | 0          |
| 23      | 44 | Larry Hess      | Larry Hess               | Rambler     | 22    | 5    | 0          |
| Källor: |    |                 |                          |             |       |      |            |